# ГЕС Біг-Крік 8
ГЕС Біг-Крік 8 — гідроелектростанція у штаті Каліфорнія (Сполучені Штати Америки). Знаходячись між ГЕС Біг-Крік 2 та ГЕС Біг-Крік 2А з однієї сторони і ГЕС Біг-Крік 3 з іншої сторони, входить до складу однієї з гілок гідровузла у верхній частині сточища річки Сан-Хоакін, яка починається на західному схилі гір Сьєрра-Невада та впадає до затоки Сан-Франциско. 

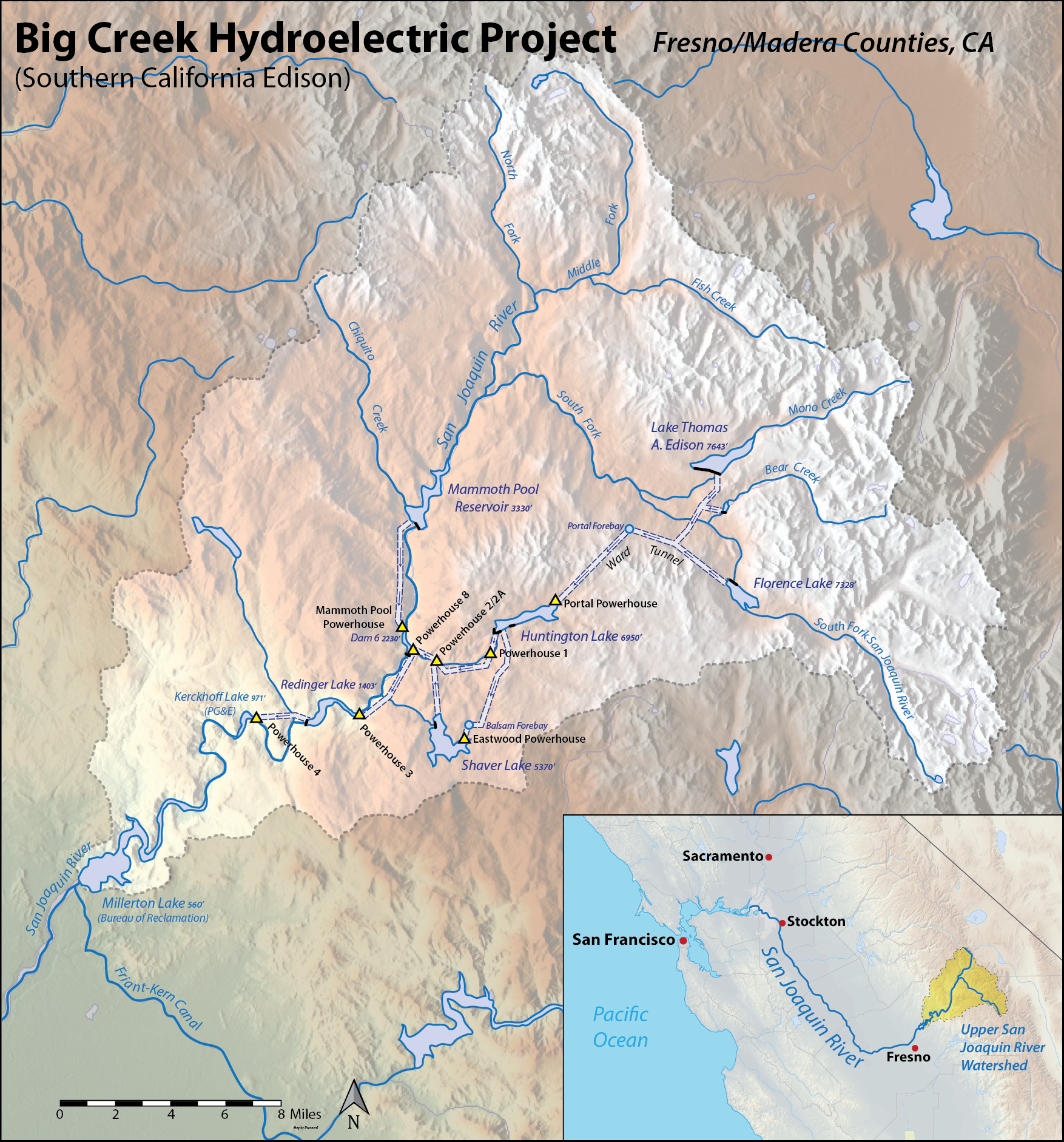
Схема гідровузла Біг-Крік

Відпрацьована станціями Біг-Крік 2 та 2А вода потрапляє до створеного на Біг-Крік (ліва притока Сан-Хоакін) невеликого резервуару з площею поверхні 0,01 км2 та об'ємом 65 тис м3, який утримує бетонна аркова гребля висотою 18 метрів та довжиною 68 метрів. Звідси під лівобережним гірським масивом прокладений дериваційний тунель довжиною 1,7 км з діаметром 3,7 метра, який переходить у два напірні водоводи довжиною біля 0,8 км зі спадаючим діаметром: у одного від 2,4 до 1,8 метра, у іншого від 3 до 2,1 метра. В системі також працює наземний вирівнювальний резервуар висотою 27 метрів з діаметром 11 метрів. 
Машинний зал, розташований на лівому березі Сан-Хоакін при впадінні Біг-Крік. Він обладнаний двома турбінами типу Френсіс потужністю 30 МВт та 45 МВт, які використовують напір у 217 метрів  та в 2018 забезпечили виробництво 246 млн кВт-год електроенергії.